# Quercus infectoria
Quercus infectoria G.Olivier – gatunek roślin z rodziny bukowatych (Fagaceae Dumort.). Występuje naturalnie w Grecji, na Cyprze, południowej Turcji oraz w Iraku. 

## Morfologia

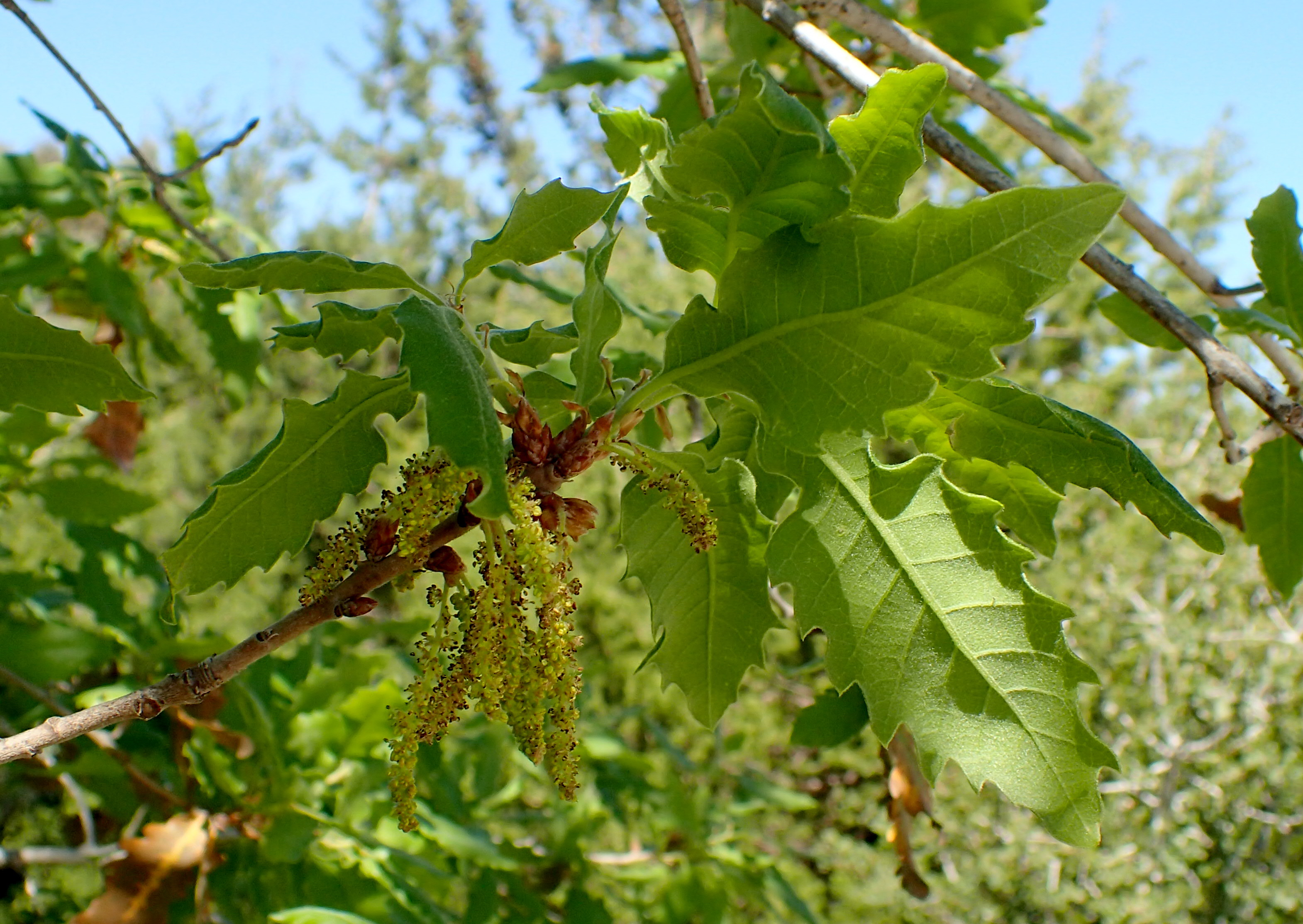
Kwiaty męskie i liście podgatunku veneris

PokrójCzęściowo zimozielone, niskie drzewo do 6 m, a często też krzew nie przekraczający 2 m wysokości. Kora jest prążkowana, łuszcząca się i ma szarą barwę. Młode gałązki są owłosione, lecz z czasem stają się nagie.
LiścieBlaszka liściowa jest skórzasta i ma podługowaty kształt. Mierzy 3–8 cm długości oraz 1,5–5 cm szerokości, ma 4–9 par zębów, jest ząbkowano karbowana, falista lub rzadziej klapowana na brzegu (jednak wówczas zwykle całobrzega u nasady), ma zaokrągloną (czasami sercowatą) nasadę i tępy wierzchołek. Górna powierzchnia jest błyszcząca, zielona, natomiast od spodu jest bledsza, o sinej barwie, naga lub z nielicznymi gwiaździstymi włoskami. Liście mają 5–11 par nerwów drugorzędnych. Ogonek liściowy jest obły i ma 10 mm długości.
OwoceOrzechy zwane żołędziami o podługowato jajowatym kształcie z ostro zakończonym wierzchołkiem, dorastają do 20–35 mm długości i 18 mm średnicy, są nagie, błyszczące i mają jasnobrązową barwę. Szypułki mierzą około 10 mm długości. Osadzone są pojedynczo w miseczkach o półkulistym lub niemal stożkowatym kształcie, które mierzą 15–18 mm średnicy, z lancetowatymi, ściśniętymi, owłosionymi łuskami. Orzechy otulone są w miseczkach do 20% ich długości.
Gatunki podobneRoślina podobna jest do podgatunku dębu taboru Q. ithaburensis subsp. macrolepis, lecz różni się od niego blaszką liściową bardziej ząbkowaną niż klapowaną na brzegu, lekko owłosioną od spodu. Ponadto żołędzie osadzone są w miseczkach z krótkimi łuskami. Można ją pomylić także z dębem portugalskim (Q. faginea), który jednak różni się silnie owłosioną blaszką liściową na spodniej powierzchni. Ponadto występuje w innym regionie geograficznym – w zachodniej części basenu Morza Śródziemnego.

## Biologia i ekologia
Występuje do 6. strefy mrozoodporności, lecz nie wytrzymuje długotrwałego mrozu. Dobrze rośnie na wszystkich typach gleb. 

## Zmienność
W obrębie tego gatunku oprócz podgatunku nominatywnego wyróżniono jeden podgatunek:
- Quercus infectoria subsp. veneris (A.Kern.) Meikle – występuje na Cyprze, w Turcji, Syrii, w Iraku i południowo-zachodnim Iranie[8]. Blaszka liściowa ma kształt od odwrotnie jajowatego do eliptycznego, mierzy 6–10 cm długości i 2–5 cm szerokości, jest delikatnie ząbkowana na brzegu. Ogonek liściowy jest owłosiony i ma 10–15 mm długości[9]